# 2023年江西网球公开赛
2023年江西网球公开赛，即第7届江西网球公开赛，是2023年WTA巡回赛之一，于10月9日-15日在江西省南昌市举行。赛事级别为WTA250巡回赛，场地位于南昌国际体育中心举行。这是自2019年后，因2019冠状病毒病疫情后江西网球公开赛再度举行。
凯特琳娜·丝妮柯娃在决赛中战胜了玛丽·鲍兹科娃获得单打冠军，她在决赛中挽留了3个冠军点并获得了第5个巡回赛单打冠军以及今年第2个单打冠军。整场比赛耗时3小时33分钟，是本赛季用时最长的决赛，也是今年比赛耗时第6长的比赛。这也是继2021年布拉格公开赛后再度有2名捷克选手进入决赛。
劳拉·西格蒙德和薇拉·兹沃纳列娃获得双打冠军，这是这对组合今年获得的第3个巡回赛双打冠军，也是西格蒙德的13个以及兹沃纳列娃的地15个巡回赛双打冠军。凭借这个冠军，该组合成功晋级2023年WTA年终总决赛。

## 决赛情况
| 项目 | 冠军                            | 亚军              | 比分                    |
| ---- | ------------------------------- | ----------------- | ----------------------- |
| 单打 | 凯特琳娜·丝妮柯娃               | 玛丽·鲍兹科娃     | 1–6, 7–6(7–5), 7–6(7–4) |
| 双打 | 劳拉·西格蒙德 · 薇拉·兹沃纳列娃 | 穗积绘莉 二宫真琴 | 6–4, 6–2                |